# Faeq al-Mir
 (février 2020).
Pour les articles homonymes, voir Mir.
Faeq al-Mir, de son vrai nom Faeq Ali Asad, est un militant des droits de l'homme et homme politique syrien, essentiellement connu pour son arrestation et son emprisonnement en 2006.
La controverse sur son arrestation fait référence à l'arrestation, l'emprisonnement et la libération de Faeq al-Mir, chef du Parti démocratique du peuple syrien, après qu'il a téléphoné à Elias Atallah, un politicien libanais critique à l'égard de la politique syrienne. Dans l'appel, enregistré par les services de renseignement syriens, Faeq al-Mir présente ses condoléances à Elias Atallah pour l'assassinat de Pierre Gemayel, ministre libanais de l'Industrie.
Faeq al-Mir est arrêté par les services de renseignement syriens à son domicile de Lattaquié le 13 décembre 2006 et inculpé en mars 2007 d'« actes qui affaiblissent le sentiment national en temps de conflit » et de « communication avec un pays étranger pour l'inciter à entamer une agression contre la Syrie ou lui donner les moyens de le faire ». Le 31 décembre 2007, le premier tribunal pénal de Damas le juge coupable de « diffusion de nouvelles fausses ou exagérées qui affaibliraient le moral de la nation » et le condamne à trois ans de prison. Des associations de défense des droits humains, dont Human Rights Watch et Amnesty International, critiquent son arrestation et demandent la libération inconditionnelle d'al-Mir,.

## Contexte
Ayant travaillé ensemble pour des organisations communistes au milieu des années 80, Faeq al-Mir et Elias Atallah sont proches. Al-Mir, militant des droits de l'homme, dirige le Parti démocratique populaire de gauche, un parti non autorisé, critique du gouvernement syrien. Atallah est le leader et le seul parlementaire du Mouvement de la gauche démocratique, un parti libanais de gauche. Il est également un haut responsable de l'Alliance du 14 mars, une coalition parlementaire libanaise critique de la politique syrienne. Les deux hommes s'entretiennent plusieurs fois par téléphone avant l'arrestation de Faeq al-Mir. Ils ont souvent déploré les assassinats de personnalités libanaises anti-syriennes comme Samir Kassir. Al-Mir, qui a été libéré d'une précédente peine de dix ans de prison liée à son activisme politique en 1999 s'est rendu au Liban en 2006 pour pleurer le meurtre de George Hawi, un ancien chef du Parti communiste libanais. Selon Amnesty International et Human Rights Watch, cela contribue à son arrestation à la fin de l'année.
Alors que la constitution syrienne accorde généreusement la liberté d'expression, un état d'urgence en vigueur depuis que le parti Baas a pris le pouvoir suspend cette liberté. La Syrie a approché avec force des dissidents qui remettent en question sa politique au Liban voisin,. Les autorités syriennes arrêtent et emprisonnent dix militants signataires de la pétition de la Déclaration de Beyrouth-Damas en mai 2006. La pétition, dont al-Mir était signataire, préconisait le retrait des troupes syriennes du Liban et la normalisation des relations entre les deux pays.

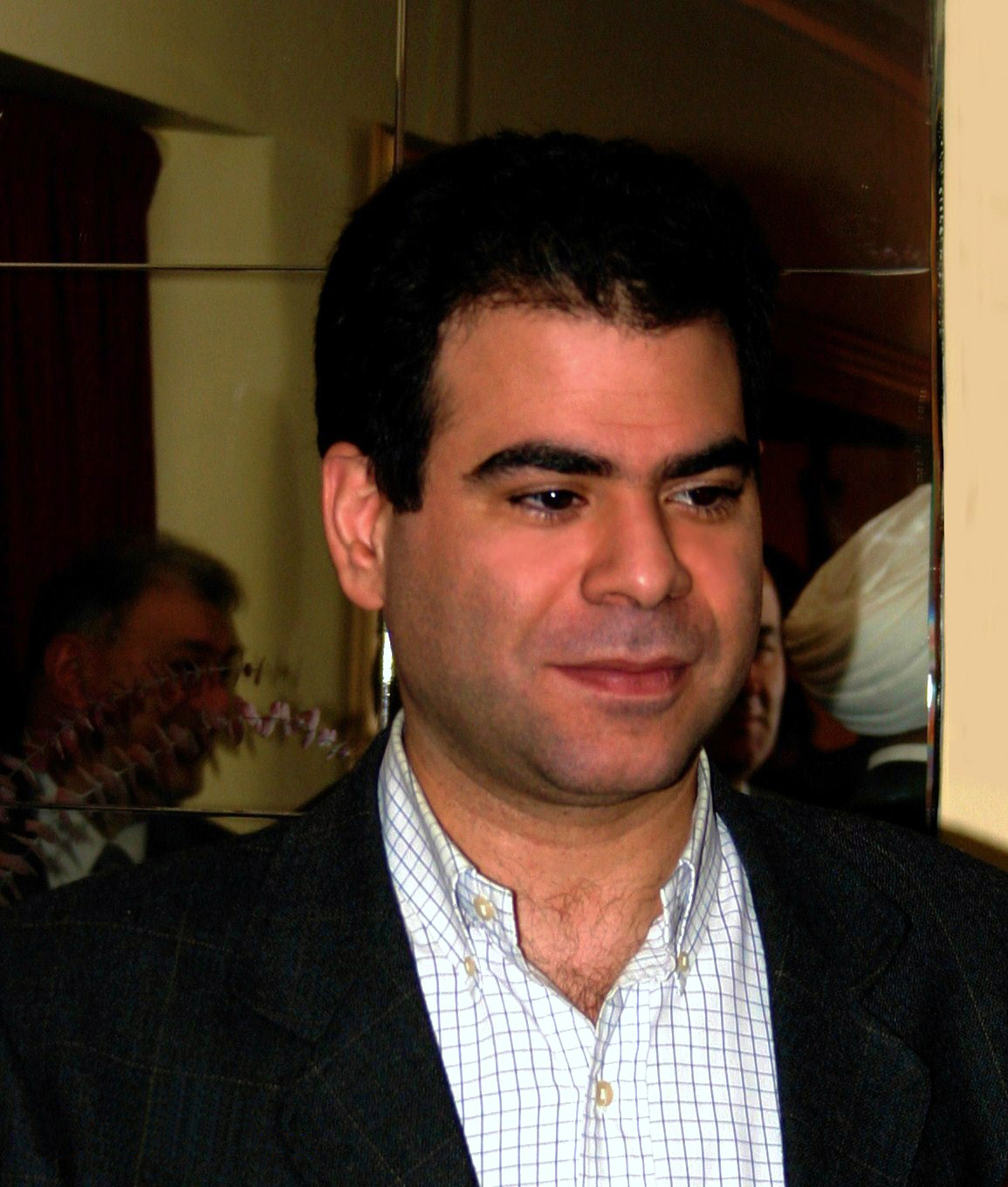
Pierre Amine Gemayel avant son assassinat

### Appel téléphonique
Lors d'un appel téléphonique en décembre 2006, al-Mir présente ses condoléances à Atallah concernant l'assassinat, le 21 novembre, de Pierre Gemayel, ministre libanais de l'Industrie homme politique critique de la politique syrienne. L'appel est enregistré par les services de renseignements syriens, connus sous le nom de Mukhabarat.

## Arrestation et procès
Le 13 décembre 2006, les services de sécurité syriennes arrêtent Faeq al-Mir à son domicile de Lattaquié, sur la côte ouest de la Syrie, et le placent en détention.
En mars 2007, les autorités syriennes inculpent Faeq al-Mir pour « avoir commis des actes qui affaiblissent le sentiment national » en temps de conflit et de « communiquer avec un pays étranger pour l'inciter à déclencher une agression contre la Syrie ou lui donner les moyens de le faire »,. Le deuxième chef d'accusation est passible d'une peine d'emprisonnement à perpétuité et pourrait entraîner la peine de mort si la nation étrangère lance une agression contre la Syrie.
Le procès d'Al-Mir s'ouvre devant le premier tribunal pénal de Damas le 29 août 2007. Son acte d'accusation indique qu'il « a contacté des ennemis de l'État au Liban, y compris des membres du groupe du 14 mars, et qu'il savait que les idées et la direction de ce groupe étaient conformes à la direction américaine et sioniste qui étaient contre l'approche nationale du gouvernement syrien ». Faeq al-Mir est accusé d'avoir transmis « son soutien à l'approche et à la direction du 14 mars » lors de l'appel téléphonique. Al-Mir nie cela, déclarant qu'il n'avait appelé Atallah qu'en tant que dirigeant du Mouvement de la gauche démocratique. Le 8 novembre, le tribunal ajourne son procès, reportant le verdict au 28 novembre à la suite du dépôt par la défense d'une requête en révocation du juge en exercice.
Le 31 décembre 2007, le premier tribunal pénal de Damas déclare al-Mir coupable de « diffusion de nouvelles sciemment fausses ou exagérées qui affaibliraient le moral de la nation ». Conformément à une disposition d'amnistie, le tribunal abandonne l'accusation de « diffusion à l'étranger de nouvelles sciemment fausses ou exagérées, qui nuiraient à l'État ou à sa situation financière ». Il est condamné à trois ans de prison, mais la durée de la peine est immédiatement commuée à un an et demi, car le tribunal choisit de considérer la détention d'al-Mir jusqu'au procès comme faisant partie de sa peine de prison.

## Conséquences
Jugeant les charges retenues contre lui « motivées par des considérations politiques », Human Rights Watch appelle à la libération immédiate d'al-Mir. L'organisation inclut son arrestation dans la section syrienne de son rapport mondial d' évaluation des droits de l'homme de 2008,. Amnesty International déclare Faeq al-Mir « prisonnier d'opinion » et demande « sa libération immédiate et sans condition ». Atallah - s'adressant à Now Lebanon, un journal libanais - salue le militantisme des droits humains d'al-Mir et déclare « l'arrestation de quelqu'un pour un appel téléphonique est inouïe... chaque citoyen libanais libre et démocrate est en solidarité avec [Mir] et ses camarades, et ils exigent qu'il soit libéré avec tous les prisonniers politiques en Syrie ».
Selon le journal Now Lebanon, l'acte d'accusation d'al-Mir implique que « tout soutien au 14 mars - la majorité parlementaire au pouvoir au Liban - équivaut à une trahison », un précédent qui est « de mauvais augure pour l'avenir des relations libano-syriennes ou pour la revitalisation de la démocratie à l'intérieur de la Syrie ». Dans une lettre sortie clandestinement de la prison d'Adra et publiée par un journal libanais, al-Mir et cinq autres militants emprisonnés dénoncent le "climat répressif" dans leur pays et écrivent « Notre situation de prisonniers d'opinion fait partie... de la crise de les libertés publiques et des droits de l'homme en Syrie, qui ont commencé avec l'état d'urgence imposé il y a 44 ans ».
Al-Mir est libéré de prison le 13 juillet 2008, après avoir passé un an et demi en prison.

## Pendant le soulèvement syrien
Faeq al-Mir s'implique activement dans le soulèvement syrien  dès le début, en 2011, de manière pacifique uniquement. En conséquence, il se cache dans la Ghouta, près de Damas, pour éviter d'être arrêté par les services de sécurité du gouvernement syrien. Cependant, le lundi 7 octobre 2013, il est arrêté lors d'une visite à Damas.
Faeq al-Mir est connu parmi les partisans de l'opposition syrienne sous le titre al-e'mem (arabe levantin : العميم, signifiant « l'oncle ») en reconnaissance de son activisme politique permanent contre la dictature de la famille el-Assad en Syrie.